# Blast! (musical)
Blast! es un musical de Broadway creado por James Mason y el cuerpo de marchas militares "Star of Indiana". Ganador del Premio Tony 2001 al "Mejor Evento Teatral" y el Premio Emmy 2001 a la mejor coreografía. El espectáculo contieneun número de selecciones musicales interpretadoes exclusivamente por instrumentos de marchas militares (como trompetas, trombones, melófonos, tubas, todo tipo de percusión y tambores...). Acompaña a esto un gran espectáculo visual de gran complejidad técnica.
Los números musicales que contiene son:
Bolero
Split Complimentaries
Everybody Loves the Blues
Loss
Simple Gifts
Appalachian Spring
Battery Battle
Medea
Gee, Officer Krupke! (from West Side Story)
Lemontech
Land of Make Believe
Marimba Spiritual/Earth Beat
Malagueña